# Phanaeus dionysius
Phanaeus dionysius (лат.) — вид навозных жуков рода Phanaeus из семейства Scarabaeidae (триба Phanaeini). Он встречается в районе Сан-Пабло-Этла в штате Оахака, Мексика.

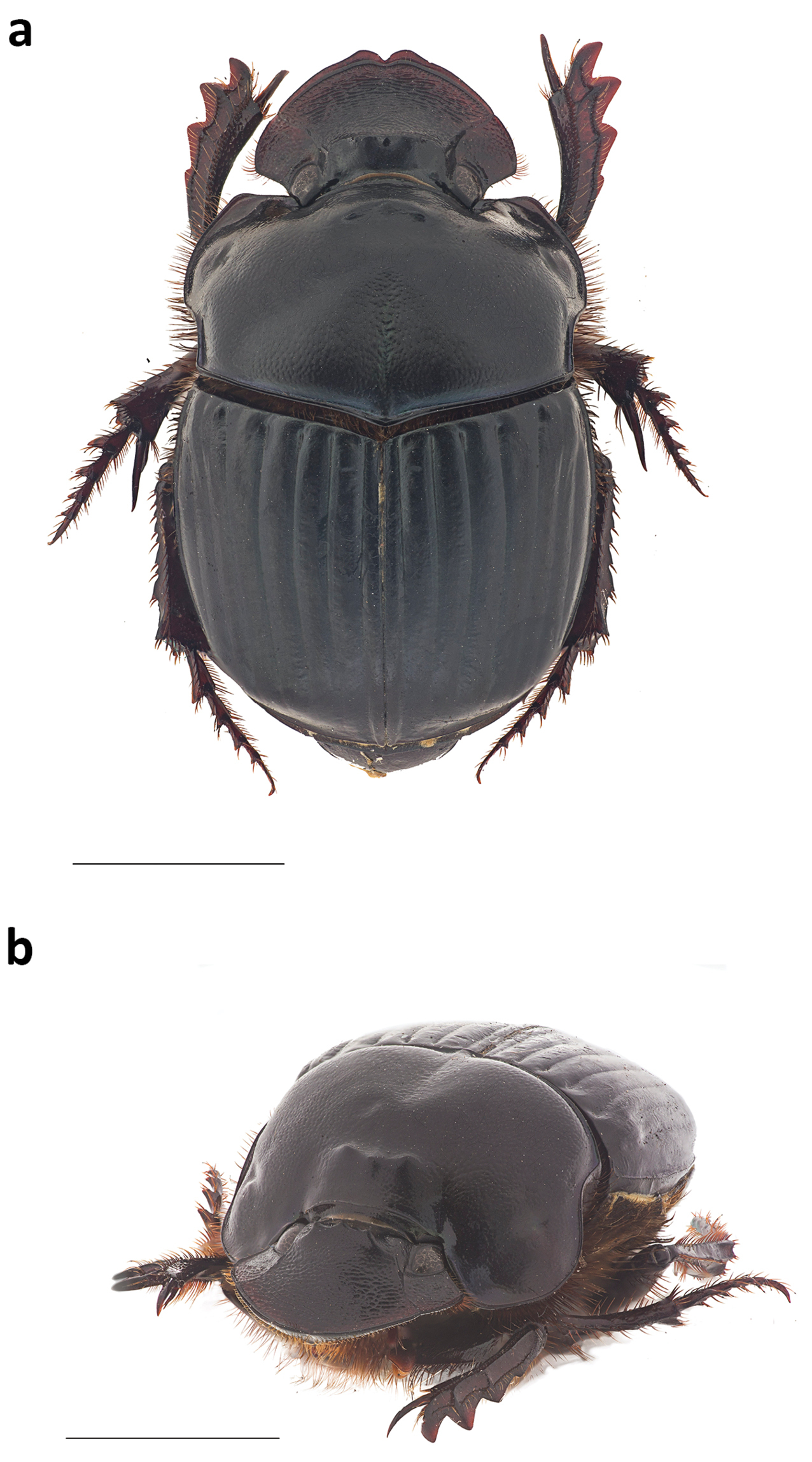
Самка

## Этимология
Видовое имя дионисий названо в честь Дионисия II Сиракузского, главного героя морального анекдота «Дамоклов меч».

## Описание
Длина самца 16,5 мм. Тело матово-блестящее черное с легким голубоватым блеском. Переднеспинка с большим плоским треугольным диском. Тонкий, длинный рог сильно изогнут. Пигидий черный. Длина самки 16,3 мм. Тело матово-блестящее черное.